# エリダヌス座q1星
エリダヌス座q1星（エリダヌスざq1せい、q1 Eridani、q1 Eri）あるいはHD 10647は、エリダヌス座の方向に約57光年の距離にある太陽型星である。見かけの等級は5.52と、とても暗い夜空の下では肉眼でみることができる明るさである。周囲には、少なくとも1つの太陽系外惑星と、星周円盤が発見されている。

## 特徴
| 太陽 | エリダヌス座q1星 |
| ---- | ---------------- |
| 太陽 | Exoplanet        |

エリダヌス座q1星は、太陽よりもやや高温のF型主系列星で、スペクトル型はF8 VないしF9 Vと分類される。質量と半径は、太陽より1割程度大きく、光度は太陽のおよそ1.4倍、金属量がほぼ太陽と同程度という太陽型星である。年齢の見積もりには幅があり、3億年から48億年まで様々な値が求められ、その決定は問題となっている。きょしちょう座・とけい座アソシエーションと空間運動が共通していることから、若い見積もりを支持する向きもあるが、彩層活動、X線強度、自転速度などの観測結果は、10億年以上の年齢を支持しており、大体14億年くらいという値が採用されている。

## 惑星系
エリダヌス座q1星の周りからは、少なくとも1つの太陽系外惑星が発見されている。この惑星エリダヌス座q1星bあるいはHD 10647 bは、2003年6月のパリ天体物理学研究所の研究会で、ミシェル・マイヨールらによって初めて披露された。エリダヌス座q1星bは、視線速度法によって存在を示唆されたが、この時点では視線速度曲線の精度が十分でなく、更なる観測が必要とされた。そして3年後に、高い精度で軌道要素が求められ、その存在が確定した。エリダヌス座q1星bは、質量が木星と同程度で、軌道長半径が2 au程度、離心率0.15の軌道を、989日周期で公転していると推定される。
エリダヌス座q1星の視線速度曲線は、エリダヌス座q1星bがケプラー回転している影響だけを差し引いた残差がなお、誤差よりもやや大きい変化を示すため、別の惑星が存在する可能性も考えられている。
エリダヌス座q1星は、赤外線天文衛星IRASによって遠赤外超過が検出されており、周囲に残骸円盤が存在すると考えられた。エリダヌス座q1星の残骸円盤は、恒星の光度に対する円盤の赤外線放射の相対光度が、太陽の近傍に位置する300の太陽型星の中で最も高い。残骸円盤は、遠赤外線とサブミリ波、それから可視光の散乱光で空間的に分解され、円盤の大きさや質量が推定されている。赤外線放射の大部分を担う円盤は、エリダヌス座q1星bの軌道よりはるか外側、中心星から34 auないし134 auの範囲に広がっており、含まれる塵の質量は、地球質量の数パーセントに及ぶとみられる。画像からは、円盤は北東-南西方向に細長く伸びている様子がみられ、円盤を真横に近い向きからみている格好になる。円盤には非対称性もみられ、エリダヌス座q1星bとは別の惑星による擾乱が起きた可能性もある。
スピッツァー宇宙望遠鏡の赤外線分光器が観測した中間赤外スペクトルには、顕著な円盤の低温の塵の他に、温かい塵が存在する兆候もみられる。温かい塵を含む円盤は、中心星から3 auないし10 auに分布していると予想される。2成分の円盤構造は、エッジワース・カイパーベルトとメインベルトという太陽系の円盤構造と似ている。
| 名称 （恒星に近い順） | 質量             | 軌道長半径 （天文単位） | 公転周期 (日) | 軌道離心率  | 軌道傾斜角  | 半径 |
| --------------------- | ---------------- | ----------------------- | ------------- | ----------- | ----------- | ---- |
| b                     | ≥ 0.94 ± 0.08 MJ | 2.015 ± 0.011           | 989.2 ± 8.1   | 0.15 ± 0.08 | —           | —    |
| 内円盤                | 3—10 au          | 3—10 au                 | 3—10 au       | 3—10 au     | 70°         | —    |
| 外円盤                | 34—134 au        | 34—134 au               | 34—134 au     | 34—134 au   | 76.1 ± 1.0° | —    |